# Jean de Pouilly
Pour les articles homonymes, voir Pouilly.
Jean de Pouilly, né en 1270 à Pouilly en Moselle et mort en 1350 à Paris, aussi connu aussi sous le nom de Johannes de Polliaco, est un théologue, clerc séculier, ancien socius de la maison de Sorbonne, maître régent en l'Université de Paris.

## Biographie
À l'université de Paris, il enseigne la théologie, qu'il a lui-même apprise d'un des plus fameux maîtres de l'école, Godefroi de Fontaines, le « docteur vénérable », et cela ne l'empêche pas, grâce à une dispense qu'il a obtenue du Saint-Siège, de toucher les revenus de diverses prébendes qu'il possède, notamment à Saint-Quentin et à Cambrai. Représenté sur l'un des vitraux de la petite Bibliothèque de la Sorbonne, reconstruite à la fin du XVe siècle, il a dû principalement cette célébrité à la lutte qu'il soutint contre les privilèges des religieux Mendiants.
Jean de Pouilly soutint devant la Faculté de théologie l'épreuve orale appelée determinatio en 1307 (mercredi avant la Pentecôte), mais sa façon inexacte d'exposer la doctrine qu'il voulait combattre souleva des protestations. Il a été un fervent soutien du roi Philippe le Bel, durant le procès des templiers, où son avis a eu l'agrément des prélats qui l'avaient provoqué : « Ceux qui, ayant avoué et abjuré une apostasie ou une hérésie, et ayant été absous et réconciliés avec l'Église, ne laissent pas ensuite de rétracter leur aveu en prétendant qu'ils ont menti, ou, ce qui revient au même, qu'ils n'ont pas avoué, ceux-là sont-ils, en réalité ou par interprétation, des relaps, ou bien doivent-ils être rangés parmi les impénitents ? ». Quant à la culpabilité des Templiers, Jean de Pouilly en demeura toujours convaincu. Il siégea aussi, le 11 avril 1310, parmi les vingt et un docteurs parisiens qui jugèrent hérétique et digne d'être détruit le livre mystique de Marguerite Porete, elle-même fut brûlée le 1er juin 1310 en place de Grève à Paris. En 1312, au concile de Senlis, sur l'ordre de l'archevêque Robert de Courtenay, il entreprit d'expliquer la bulle Super cathedram, mais son interprétation de ce discours, tant par le fond que par la forme, causa un grand émoi dans le monde des religieux mendiants, et cela malgré des démentis formels. Jean de Pouilly s'exprima de façon fort irrévérencieuse. Cette injure atteignait le concile lui-même.
Il rencontra également dans l'ordre de Saint-François une contradiction acharnée, les rancunes, les animosités s'amassaient autour de lui : il ne devait pas tarder à en subir les conséquences. Avant l'été de 1318, il fut dénoncé auprès du Saint-Siège. L'accusation visait d'« énormes excès de langage » et il fut cité à comparaitre dans les trente jours, devant la cour d'Avignon. Pierre La Palu dirigea les divers accusation contre Jean de Pouilly, dont les hérésies furent condamnées le 25 juillet 1321. Celui-ci, le 27 juillet, après avoir fait sa leçon, comme de coutume, dans une des écoles de la rue de Sorbonne, dut lire une humble formule de rétractation devant 300 témoins et fit sa confession. Le Saint-Siège lui en sut gré, et Jean XXII conféra, par lettre du 13 juin 1322, au docteur « Johannes de Poilhy », un canonicat en l'église Saint-Symphorien de Reims.

## Œuvres textuelles
- Quodlibet ;
- De facto Templariorum.